# Bedri Dedja
Bedri Dedja (ur. 20 listopada 1930 w Korczy, zm. 13 kwietnia 2004) – albański pisarz literatury dziecięcej, poeta, prozaik, dramaturg, publicysta, tłumacz, wydawca, profesor psychologii i pedagogiki. Pełnił funkcję wiceministra edukacji i kultury.
Wiele książek autorstwa Bedriego Dedji zostało przetłumaczonych na języki rosyjski, grecki, rumuński, arabski i chiński; wydano je między innymi w Stanach Zjednoczonych, Francji, Grecji, Szwajcarii, Rumunii, Chinach i Rosji. Tłumaczył dzieła autorstwa Lwa Tołstoja, Władimira Majakowskiego, Nikołaja Nosowa, Marka Twaina, Aleksandra Puszkina, Hansa Christiana Andersena, Maksima Gorkiego i Charles’a Perraulta.

## Życiorys
Uczęszczał do szkoły podstawowej w Szkodrze, następnie ukończył liceum w Durrësie; w trakcie nauki w szkole średniej rozpoczął działalność publicystyczną, pisząc dla czasopism Flamurtari i vogël, Pionieri oraz Letrari i Ri. Pracował następnie dla czasopism Zëri i Popullit, Zëri i rinisë oraz Yili.
W ramach stypendium, w 1949 roku został wysłany do Moskwy, gdzie po 4 latach ukończył studia z zakresu pedagogiki, psychologii i literatury dziecięcej na Uniwersytecie Moskiewskim. Po powrocie do Albanii, od roku 1953 do przejścia na emeryturę w 1993 roku wykładał dane przedmioty na albańskich uczelniach, między innymi na Wydziale Historyczno-Filologicznym Uniwersytetu Tirańskiego, jednocześnie w latach 1957-1975 był dyrektorem Wyższym Instytucie Pedagogicznym w Tiranie. W latach 1975–1980 pracował w Wyższym Instytucie Pedagogicznym w Elbasanie jako wykładowca.
Od założenia Albańskiej Akademii Nauk w 1972 roku do swojej śmierci był jej członkiem, pracował dla niej jako redaktor latach 1973-1975 był jej sekretarzem. Pełnił funkcję redaktora naczelnego czasopism Fatosi (1959-1965), Arsimi popullor (1961-1974), założonego przez siebie Mësuesi (1961-1965); pracował również dla czasopism Kombi, Zëri i Kosovës i szwajcarskiego Expres. 
Należał do Światowego Stowarzyszenia Psychologów oraz był przewodniczącym Krajowego Stowarzyszenia Psychologów (alb. Shoqatë Kombëtare të Psikologëve) oraz Albańskiego Stowarzyszenia Pisarzy dla Dzieci (alb. Shoqatë Shqiptare të Shkrimtarëve për fëmijë); należał również do Rady Generalnej ds. redagowania Albańskiego Słownika Encyklopedycznego z 1985 roku.

## Wybrana twórczość[2]

### Dramaty
- Gjyqi i Maçokut (1962)
- Kryengritje në pallat (1972)

### Nowele
- Heroizmat e Fatbardh Pikaloshit (1954)[1][4][6]
- Përralla popullore mbi kafshët (1957)
- Përralla e tre vëllezërve (1958)
- Kallëzimet e gjyshe pastërtores (1960)[4]
- Një udhëtim i rrezikshëm (1961)[5][1][4][6]
- Kapiteni i shtërngatës (1970)
- Kercënimi i thonjve kozmikë (1976)
- Përralla e lepurit dhe e breshkës (1976)
- Përralla e shpatave të arta (1976)
- Bariu i vogël në mal të thatë (1996)[4]
- Përralla të zgjedhura (1997)
- Përrallëmadhja (1998)
- Përrallat e Zvicrës (2002)[4]

### Powieści
- Shoku i braktisur (1957)
- Kalamajtë e pallatit tim (tom I; 1972)[6]
- Republika e 1100 çudirave (1975)[4]
- Nëpër korridoret e thella të Jonit (1976)
- Kalamajtë e pallatit tim (tom II; 1979)[6]
- Met partizani (1981)
- Si u rrit një komisar (1986)
- Alarmet e qytetit Sdikuisht (1989)[4][6]
- Kacamicri rreth globit (1993)
- Si katër fëmijë u bënë biznesmenë (1996)
- Qyteti me tri kështjella (1998)
- Sikuriada (2002)
- Skurida (2004)[4]
- Presidenti i planetit të kuq (2006; wydanie pośmiertne)[1][7][6]
- I fundmi i Kastriotëve (2021; wydanie pośmiertne)[6]
- Kacamicrri rreth globit (2021; wydanie pośmiertne)[6]
- Si u bëmë biznesmenë 4 ciliminj (2021; wydanie pośmiertne)[6]

### Publikacje
- Biseda me pionierët (1986)
- Nëpër ravat e jetës - Kujtime (2001)[5][4]
- Duke ecur kontinenteve - Përshtypje udhëtimesh (2004)

### Wiersze
- Numrat (1959)
- Shkolla e pyllit (1967)[4]
- Artan Borizani dhe çeta e tij (1970)[4]
- Garda partizane (1972)
- Patoku në plazh (1975)[4]
- Poezi të zgjedhura për fëmijë (1975)
- Beni shkon në malësi me familje dhe shtëpi (1976)
- Gjashtë poema për kalamaj (1976)
- Vera, Genti e Driloni (1985)

### Tłumaczenia
- Për fëmijët (1954)
- Tregime (1954)
- Tregime dhe përralla për fëmijë (1954)
- Aventurat e Tom Sojerit (1955)
- Përralla (1956)
- Përralla e peshkatarit dhe e peshkut (1956)
- Aventurat e Dinpakut dhe shokëve të tij (1957)
- Jashka (1957)
- Samovari (1957)
- Lexo, shëtit e fluturo (1958)
- Maçoku me çizme (1958)
- Robi i Kaukazit (1959)
- Ç'është mirë e ç'është keq (1966)
- Përralla ruse (1998)

## Prace naukowe[2]
- Mikroenciklopedi shqiptare[5]
- Pedagogjia në Fokus[5]
- Shkrime mbi letërsinë për fëmijë[1]
- Edukimi i marrdhënieve të drejta midis djemve dhe vajzave në familje (1956)
- Psikologjia për shkollat e mesme (1959)
- Letërsia për fëmijë (1961)[4]
- Mbi rrugët e perfeksionimit të sistemit të sotëm të edukatës familjare (1966)[1]
- Politika dhe Pedagogjia (1967)
- Tradita dhe probleme të letërsisë shqipe për fëmijë (1971)
- Shënime mbi historinë e mendimit pedagogjik shqiptar (1972)[1]
- Tradita e probleme të letërsisë shqipe për fëmijë (1972)[1][4]
- Burimet e letërsisë shqipe për fëmijë (1978)
- Shkrime mbi letërsinë për fëmijë (1978)
- Studime mbi problemin e metodave të të mësuarit në shkollë (1978)
- Studime për problemin e metodave të dhënies së mësimit (1983)[1]
- Didaktika (1986)
- Drejt enigmave të psikikës së njeriut (1989)[1]
- Psikologjia Sociale (1990)
- Sekreti i talentit (1998)[1]

## Odznaczenia i wyróżnienia
Laureat wielu nagród literacki, honorowy obywatel miasta Berat.
Został uhonorowany Orderem Naima Frashëriego oraz tytułem Wielkiego Mistrza Pracy (2000).
Wydawnictwo International Biographical Centre określiło Bedriego światowym pisarzem, jednym z 2000 najwybitniejszych pisarzy XX wieku oraz Człowiekiem Lat 1999-2000. Jego imieniem nazwano jedną z ulic w Tiranie.

## Życie prywatne
Matka Bedriego Dedji pochodziła z Macedonii.
Był żonaty z Pandorą Papuçiu Dedją; miał z nią syna Taulanta, polityka Socjalistycznej Partii Albanii, samorządowca i byłego wiceministra samorządu terytorialnego.